# Oberea perspicillata
Oberea perspicillata es una especie de escarabajo longicornio del género Oberea, subfamilia Lamiinae. Fue descrita científicamente por Haldeman en 1847.
Se distribuye por Canadá y los Estados Unidos. Mide 8-15 milímetros de longitud. El período de vuelo de esta especie ocurre en los meses de marzo, abril, mayo, junio, julio y agosto. Posee manchas variables de color oscuro, el pronoto es de color naranja con bandas oscuras.
Parte de la dieta de Oberea perspicillata se compone de plantas de las familias Asteraceae y Rosaceae.